# Friedrich Salomon Kaltschmidt
Friedrich Salomon Kaltschmidt (* um 1670; † nach 1726) war ein deutscher Kirchenmusiker in Küstrin, Berlin und Stettin.

## Leben
Friedrich Salomon Kaltschmidt kam aus der Lausitz. Er studierte in Wittenberg und wurde Kantor in Küstrin in der Neumark. 1702 wurde er durch den Magistrat zum Kantor an der St.-Marien-Kirche in Berlin berufen, gegen den Widerstand des Propstes Philipp Jacob Spener, der ihn wegen seiner Zugehörigkeit zum lutherisch-orthodoxen Lager ablehnte und ihm vorwarf, ein loses Leben geführt zu haben. Er unterrichtete auch am Berlinischen Gymnasium zum Grauen Kloster. 1715 wurde Kaltschmidt wegen eines nicht genannten Vergehens an die Jerusalemkirche in der Friedrichstadt versetzt. 1716 verließ er diese Stelle und ging nach Stettin, wo er auch Lehrer der dortigen Ratsschule war. 1726 wurde er dort letztmals genannt.

## Schriften (Auswahl)
Von Friedrich Salomon Kaltschmidt sind einige gedruckte Gedichte erhalten.
- Als Das höchst-erfreuliche hohe Geburts-Licht, Deß ... Herrn Friedrich, Königes in Preussen ... den 12. Julii 1705. wiederum ... erschien, Wolte dasselbe ... besingen Friedrich Salomon Kaldtschmidt, Cantor und Director Musices zu St. Marien in Berlin ... Lorentz, Berlin 1705
- Votis secundis Dn. Johannis Godofredi Lehmanni cum Gottlieb Margaretha Wehlingia ..., 1717
- Bey dem zwar frühzeitigen Doch Seligen Absterben Des ... Herrn Christian Zickermanns ... Die schuldige Condolence bezeugen Innen benannte Collegae der Stadt-Schulen, 1726